# Sportjahr 1850
Liste der Sportjahre

Sportjahr 1850 | 1851 | 1852 | 1854 | ► | ►►

Weitere Ereignisse

## Ereignisse

### Vorläufer der Olympischen Spiele
- 25. Februar: Die Wenlock Agricultural Reading Society beschließt etwas für die Verbesserung der körperlichen und geistigen Verfassung der eigenen Bevölkerung zu tun und gründet The Olympian Class. Die ersten Spiele finden auf der Wenlocker Rennbahn am 22. und 23. Oktober statt. Es handelt sich um eine Mischung aus Athletik und traditionellen Sportarten wie Quoits (Ringewerfen), Fußball und Cricket, aber auch Wettbewerbe wie Schubkarrenrennen werden ausgetragen.

### Alpinismus
- 13. September: Der 4.048 m hohe Piz Bernina wird von der aus Johann Wilhelm Coaz sowie Jon und Lorenz Ragut Tscharner bestehenden Bergsteigergruppe erstmals bestiegen, nachdem sie vom Schweizerischen Amt für Landestopografie den Auftrag erhalten haben, den damals noch namenlosen Gipfel zu vermessen.

### Billard
- 11. Januar: Im Lesesaal des Athenaeums in Manchester findet mit großem öffentlichen Interesse das Meisterschaftsspiel im Billard zwischen dem Engländer John Roberts aus Manchester und dem US-Amerikaner Sparke aus New York statt. Roberts gewinnt mit 1000:799 Punkten.[1]

### Curling
- 1. Januar: Auf Tarvid Pond bei Cupar findet ein Curlingwettbewerb statt. Mr. Inglis gewinnt die ausgelobte Silbermedaille vor Mr. Russell.[2]
- 1. Januar: Der Paisley Iceland Club veranstaltet einen Curlingwettbewerb auf dem Lonsdale Dam, bei welchem um eine von Lord Glasgow gestiftete Goldmedaille gecurlt wird. Wm. Good gewinnt den Wettbewerb.[3]
- 10. Januar: Auf dem Kirbinie Loch findet ein Curlingwettbewerb statt. Die Curlingclubs von Eglinton, Kilwinning und Beath Fullwoodhead nehmen teil. Eglinton gewinnt mit dem Earl of Eglinton.[4]

### Pedestriantismus
- 14. Januar: In Manchester findet ein Wettkampf zwischen Wm. Taylor aus Oldham und T. Foxcroft aus Manchester im Pedestriantismus über sieben Meilen statt, den Foxcroft gewinnt.[5]

### Pferdesport
- 1. bis 4. Januar: In Adelaide finden die Adelaide Races statt. An allen Tagen werden Pferderennen in verschiedenen Kategorien ausgetragen.[6][7] Die Rennen finden unter der Leitung des South Australian Jockey Club statt.[8]

### Shinty
- 1. Januar: In Lovat findet das jährliche große Shinty-Match in Anwesenheit von Lord Lovat statt. Es messen die Mannschaften aus Strathglass und Aird. Jedes Team besteht aus vierzig Männern. Alle vier stattfindenden Spiele gewinnen die Männer aus Strathglass.[9]

- 1. Januar: Der North of Spey Shinty Club feiert sein Jubiläum. Aus diesem Anlass fanden Shinty-Matches statt. Mitglieder des Caledonian Club und eine Anzahl Studenten der nahe gelegenen Universitäten nahmen an den Spielen teil.[10]

### Sonstige Veranstaltungen
- 1. Januar: In Leece in Cumbria finden die Leece Annual Sports statt, jährlich stattfinde Sportwettbewerbe. Es beginnt mit einem Lauf um den See bei Leece, der zweimal umrundet werden muss. Es folgen Ringkämpfe. Den Lauf mit fünf Teilnehmern gewinnt John Pickthall aus Walney vor Arthur Pickthall. Auch beim Ringen gewinnt John Pickthall den ersten Preis.[11]

## Geboren
- 10. März: Spencer Gore, englischer Tennis- und Cricketspieler († 1906)

- 02. April: Thomas Littledale, britischer Segler († 1938)

- 04. Mai: Emanuel Schiffers, russischer Schachmeister († 1904)
- 05. Mai: John Penrose, britischer Bogenschütze († 1932)
- 07. Mai: Evan Thomas Jones, britischer Schwimmer († 1904)

- 28. August: W. A. B. Coolidge, britischer Theologe, Publizist und Bergsteiger († 1926)

- 11. Oktober: Jaro Pawel, österreichischer Turnpädagoge und Germanist († 1917)
- 19. Oktober: Annie Smith Peck, US-amerikanische Bergsteigerin († 1935)
- 30. Oktober: John Butt, britischer Sportschütze († 1939)

- 12. November: Michail Iwanowitsch Tschigorin, russischer Schachspieler († 1908)
- 19. November: Hans Brendicke, Berliner Turnlehrer, Turnschriftsteller und Redakteur († 1925)

- 19. Dezember: Friedrich Lüthi, Schweizer Sportschütze († 1913)